# Eduardo Kucharski
Eduardo Kucharski (ur. 22 maja 1925 w L'Hospitalet de Llobregat, zm. 2 października 2014 w Barcelonie) – hiszpański koszykarz i trener koszykarski.

## Życiorys
W latach 1941–1958 grał w Laietá, Barcelonie, Joventunie i Aismalibarze. Od siedemnastego roku życia, przez kolejne szesnaście lat reprezentował barwy Hiszpanii; rozegrał 50 spotkań w drużynie narodowej. W 1955 roku poprowadził swoją drużynę do złotego medalu na Igrzyskach Śródziemnomorskich. Karierę zakończył w 1958 roku. 
W latach 1953–1958 rozpoczął karierę jako trener w Montcada i Reixac. W 1960 roku, jako pierwszy hiszpański trener, objął prowadzenie włoskiej utytułowanej drużyny Virtus Bolonia. W tym samym roku był trenerem reprezentacji Hiszpanii na Letnich Igrzyskach Olimpijskich.